# Swedish International Stockholm 2009
Die Swedish International Stockholm 2009 im Badminton fanden in Stockholm vom 22. bis zum 25. Januar 2009 statt. Der Referee war Björn von Veh aus Finnland. Das Preisgeld betrug 15.000 US-Dollar, wodurch das Turnier in das BWF-Level 4A eingeordnet wurde.

## Austragungsort
- Eriksdalshallen, Ringvägen

## Finalergebnisse
| Disziplin    | Sieger                                   | Finalist                         | Ergebnis          |
| ------------ | ---------------------------------------- | -------------------------------- | ----------------- |
| Herreneinzel | Jan Ø. Jørgensen                         | Dicky Palyama                    | 16:21 22:20 21:17 |
| Dameneinzel  | Yu Hirayama                              | Anita Raj Kaur                   | 21:15 21:14       |
| Herrendoppel | Naoki Kawamae Shoji Sato                 | Chris Langridge David Lindley    | 15:21 21:14 21:17 |
| Damendoppel  | Rachel van Cutsen Paulien van Dooremalen | Emelie Lennartsson Emma Wengberg | 20:22 21:19 22:20 |
| Mixed        | Valeriy Atrashchenkov Elena Prus         | Robert Adcock Heather Olver      | 21:16 21:11       |